# L'Aldea
L'Aldea är en kommun i Spanien.   Den ligger i provinsen Província de Tarragona och regionen Katalonien, i den östra delen av landet, 400 km öster om huvudstaden Madrid. Antalet invånare är 4 530. Arean är 36 kvadratkilometer. L'Aldea gränsar till Tortosa, Camarles, Deltebre och Amposta. 
Terrängen i L'Aldea är huvudsakligen platt, men åt nordväst är den kuperad.